# Бенермериах
Бенермериах (индон. Bener Meriah) — округ в провинции Ачех. Административный центр — город Симпанг Тига Ределонг.

## История
Округ был выделен в 2003 году из округа Центральный Ачех.

## Население
Согласно переписи 2008 года, на территории округа проживало 121 870 человек. 25 % населения составляют гайо, 40 % — ачех, 30 % — яванцы.

## Административное деление
Округ Бенермериах делится на следующие районы:
- Бандар
- Букит
- Пермата
- Пинту-Риме-Гайо
- Шах-Утама
- Тиманг-Гайах
- Вих-Песам
- Месидах
- Гайах-Путих
- Бенер-Келипах